# NGC 2748
NGC 2748 är en spiralgalax i stjärnbilden Giraffen belägen på ett avstånd av 61,3 miljoner ljusår från Vintergatan. Den upptäcktes den 2 september 1828 av John Herschel. Den morfologiska klassificeringen av SAbc anger att den är en opåverkad spiralgalax med måttliga till löst lindade spiralarmar. Den är en skivliknande säregen galax med ett stjärnskal som roterar kring galaxens storaxel. Detta skal bildades troligen genom att en närliggande dvärggalax infångades och stördes. Galaxkärnan innehåller sannolikt ett supermassivt svart hål med en massa på (4,4 ± 3,5) × 107 solmassor eller ca 44 miljoner gånger solens massa.

## Supernovor och lysande röda novor
Tre supernovor och en lysande röd nova har observerats i NGC 2748.
- En supernova med magnituden 14,5, betecknad SN 1985A, upptäcktes i denna galax av Thomas Schildknecht den 25 januari 1985, belägen 3 bågsekunder västerut och 10 bågsekunder söder om galaxens kärna.[8] Den klassificerades senare som en supernova av typ Ia.[9]
- Den 31 augusti 2013 upptäcktes en supernova av Raffaele Belligoli och Flavio Castellani på en position 19 bågsekunder västerut och 21 bågsekunder norr om kärnan av NGC 2748.[10] Den betecknades SN 2013ff och nådde magnitud 15,2. Efterföljande studier fann en bästa matchning till en supernova av typ Ic.[11]
- Kōichi Itagaki tillkännagav upptäckten av PSN J09132750+7627410 (även känd som AT 2015xf) den 10 februari 2015. Transienten klassificerades ursprungligen som en lysande blå variabel, en typ av falsk supernova.[12][13] Senare analys gav slutsatsen att det faktiskt var en lysande röd nova (LRN).[14]
- Supernova SN 2017gkk ( typ IIb, magnitud 14,7 ) upptäcktes av Kōichi Itagaki den 31 augusti, 2017.[15][16]